# Socovce
Socovce (Hongaars: Szocóc) is een Slowaakse gemeente in de regio Žilina, en maakt deel uit van het district Martin.
Socovce telt 237 inwoners.